# Ōkawa Shūmei

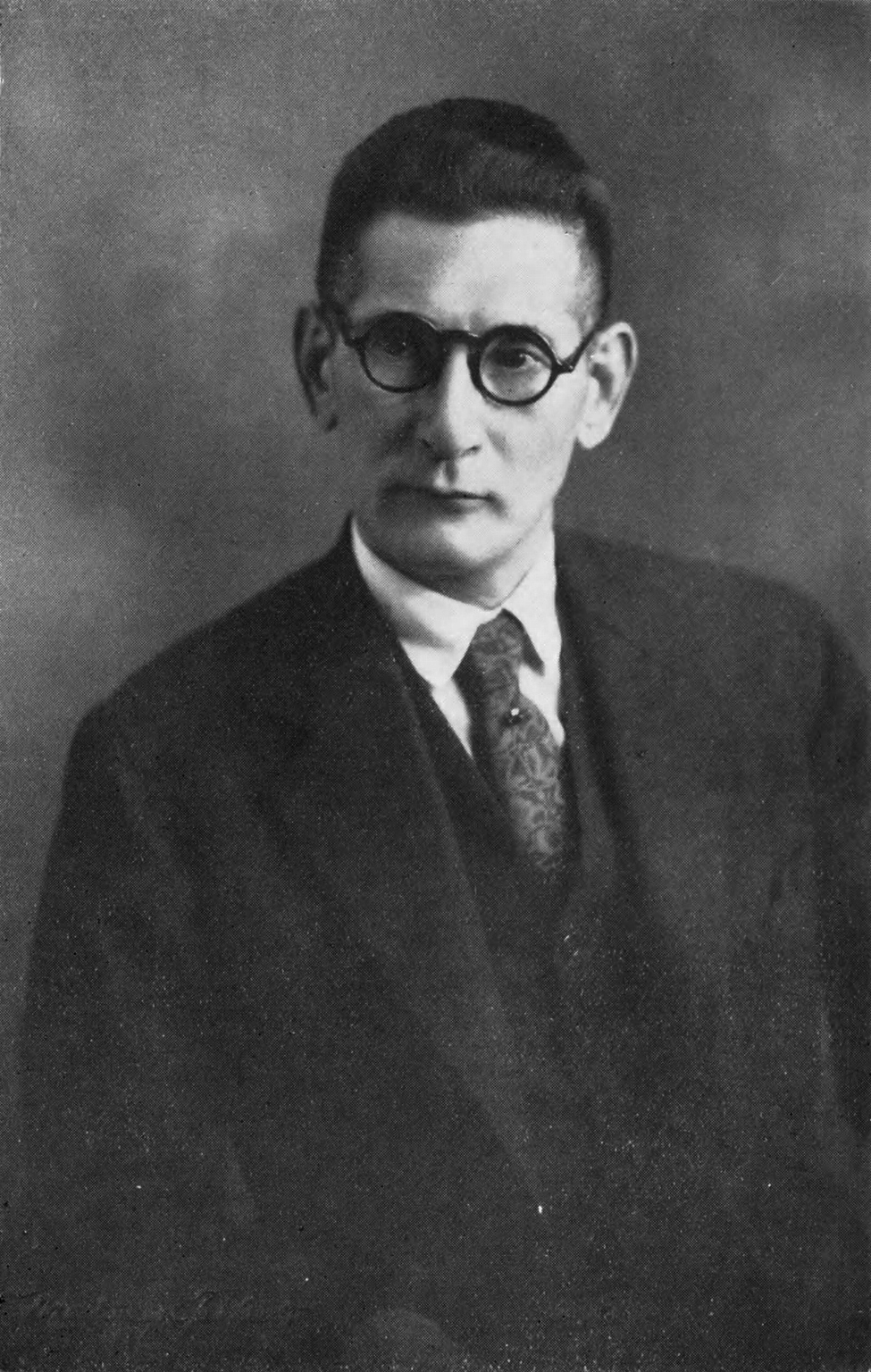
Ōkawa Shūmei

Ōkawa Shūmei (japanisch 大川 周明; * 6. Dezember 1886 in Sakata, Präfektur Yamagata, Japanisches Kaiserreich; † 24. Dezember 1957 in Tokio) war ein nationalistischer japanischer Schriftsteller und politischer Philosoph sowie Verfechter der Panasienbewegung. Seine Schriften inspirierten viele rechtsextremistische japanische Gruppen in den 1930ern.

## Leben
1911 absolvierte Ōkawa die Kaiserliche Universität Tokio im Fach Philosophie. Bald wurde er zu einem Verteidiger der Ideen eines berühmten zeitgenössischen Nationalisten, Kita Ikki, der sozialdarwinistische Thesen zugunsten eines japanischen Imperialismus vertrat. Am 8. Januar 1919 begründeten Ōkawa und Kita mit Gleichgesinnten die einflussreiche Organisation Yūzonsha (Gesellschaft zur Bewahrung des Nationalwesens). Durch ihr Mitteilungsorgan, die Zeitschrift Otakebi (Schlachtruf), propagierte die Yūzonsha eine politische Rückkehr zu den einfacheren, militärischen Werten des feudalen Japan, sowie die Einrichtung einer national-sozialistischen Regierung. Yūzonsha gewann eine immense Anzahl an Sympathisanten, insbesondere unter japanischen Militärs.
Nach kurzer Zeit zerwarf sich Ōkawa jedoch mit Kita und veröffentlichte dann ab 1924 seine eigene Zeitschrift, Nippon (Japan). In ihr plädierte er für eine japanische Militärregierung und die Erweiterung des japanischen Reichs bis einschließlich der Mandschurei. 1929 wurde er von der japanischen Regierung zum Vorsitzenden des neuen Ostasiatischen Wirtschaftsarchivs (東亜経済調査局, Tōa keizai chōsa kyoku) der Südmandschurischen Eisenbahn sowie zum Sonderdozenten an den Militärakademien der Kaiserlich Japanischen Armee und der Kaiserlich Japanischen Marine berufen.
Im Frühjahr 1931 war Ōkawa mit einer Gruppe junger Armee-Offiziere an einem versuchten Putsch beteiligt. Der Versuch schlug fehl, jedoch handelte es sich dabei um den ersten direkten Angriff der japanischen Rechtsextremen gegen die eigene Regierung. Im Oktober desselben Jahres folgte ein weiterer erfolgloser Putsch. Ebenfalls beteiligt war Ōkawa an dem Attentat vom 15. Mai 1932 gegen den damaligen Premierminister Japans, Inukai Tsuyoshi. Ōkawa wurde daraufhin verhaftet und zu neun Jahren Haft verurteilt. 1937 wurde er auf Bewährung entlassen.
Zwei Jahre nach seiner Entlassung nahm Ōkawa wieder seine bisherige Stelle im Ostasiatischen Wirtschaftsarchiv ein. Zur gleichen Zeit war er Rektor einer Sonderfakultät an der Tokioter Hōsei-Universität und verantwortlich für die Umsetzung eines dort entwickelten Programms zur systematischen nationalen Indoktrination der japanischen Bevölkerung.

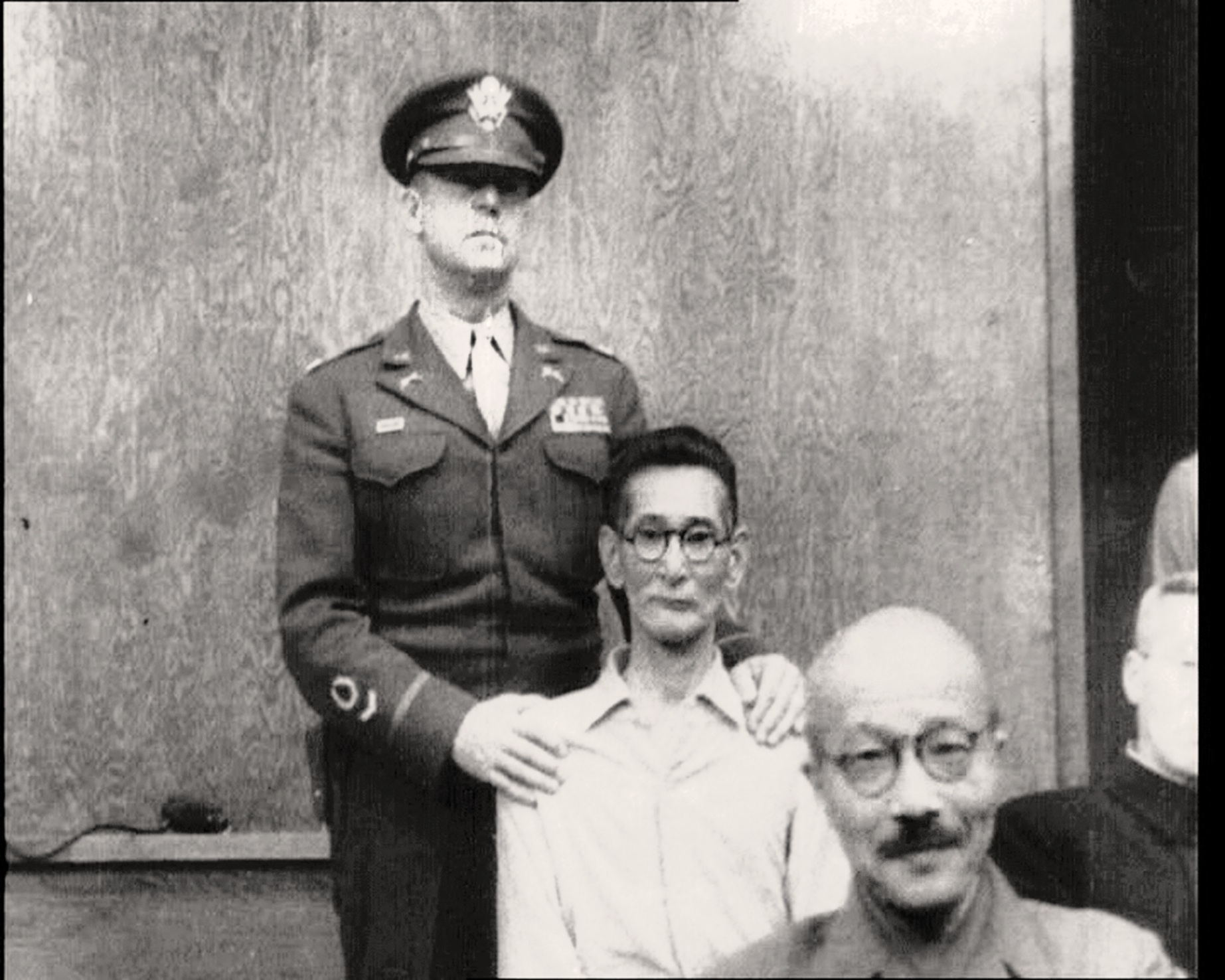
Ōkawa Shūmei (Mitte) als Angeklagter bei den Tokioter Prozessen

In den Tokioter Prozessen gegen die japanischen Kriegsverbrecher des Zweiten Weltkriegs wurde Ōkawa als einziger Zivilist wegen Verbrechen gegen den Frieden angeklagt. Am ersten Tag des Prozesses brach er vor laufender Kamera zunächst in Tränen aus und musste daran gehindert werden, sich zu entkleiden. Schließlich schlug er den vor ihm sitzenden Tōjō Hideki auf den Kopf. Das Verhalten Ōkawas wurde als Nervenzusammenbruch gedeutet und er wurde aus dem Saal geführt. Die Klagen gegen ihn wurden wegen geistiger Unzurechnungsfähigkeit fallengelassen. Ōkawa wurde daraufhin in eine psychiatrische Anstalt eingewiesen. Während seiner Behandlung berichteten Ärzte von Halluzinationen und religiösen Erfahrungen, die Ōkawa erlitten hätte und man auf eine Syphilis-Erkrankung zurückführte. Der Prophet Mohammed hätte ihn besucht und ihm zu einem besseren Verständnis des Korans, den er während seines Aufenthaltes übersetzte, verholfen. 1948, eine Woche nach Ende der Prozesse, hörten die Anfälle geistiger Verwirrung auf. Vollständig geheilt wurde er entlassen.
Die letzten Jahre seines Lebens widmete Ōkawa der Literatur, darunter einer 1950 abgeschlossenen Übersetzung des Korans ins Japanische, die sein letzter großer Beitrag zu den japanischen Islamwissenschaften sein sollte.